# Campionati mondiali di taekwondo a squadre 2018
I Campionati mondiali di taekwondo a squadre 2018 si sono svolti dal 24 al 25 novembre al Zayed Sport Complex di Fujaira, negli Emirati Arabi Uniti. È stata la 10ª edizione del torneo, organizzato dalla World Taekwondo.

## Podi
| Evento           | Oro    | Argento        | Bronzo                    |
| Torneo maschile  | Iran   | Russia         | Azerbaigian Kazakistan    |
| Torneo femminile | Cina   | Costa d'Avorio | Russia Francia            |
| Torneo misto     | Russia | Turchia        | Kazakistan Costa d'Avorio |

## Medagliere
| Posiz. | Nazione        | Oro | Argento | Bronzo | Totale |
| ------ | -------------- | --- | ------- | ------ | ------ |
| 1      | Russia         | 1   | 1       | 1      | 3      |
| 2      | Cina           | 1   | 0       | 0      | 1      |
| 2      | Iran           | 1   | 0       | 0      | 1      |
| 4      | Costa d'Avorio | 0   | 1       | 1      | 2      |
| 5      | Turchia        | 0   | 1       | 0      | 1      |
| 6      | Kazakistan     | 0   | 0       | 2      | 2      |
| 7      | Azerbaigian    | 0   | 0       | 1      | 1      |
| 7      | Kazakistan     | 0   | 0       | 1      | 1      |
| Totale | Totale         | 3   | 3       | 6      | 21     |